# Adinandra grandifolia
Adinandra grandifolia är en tvåhjärtbladig växtart som beskrevs av Nguyen Huu Hien och G.P. Yakovlev. Adinandra grandifolia ingår i släktet Adinandra och familjen Pentaphylacaceae. Inga underarter finns listade i Catalogue of Life.